# Halim Begaj
Halim Begaj (Valona, 29 novembre 1985) è un ex calciatore albanese, di ruolo difensore.

## Palmarès

### Club

#### Competizioni nazionali
- Coppa d'Albania: 2

Flamurtari Valona: 2008-2009, 2013-2014